# 裕廊湖区站
裕廊湖区地铁站（英語：Jurong Lake District MRT station，代號CR19）是一个未来的新加坡地铁跨岛线的地下车站，位于裕廊东规划区的地下、裕廊镇大会堂对开的裕廊湖区发展项目內。

## 历史
裕廊湖区地铁站在2022年9月20日正式作为跨岛线第二期对外公布。工程将在2023年开工，并在2032年完工。